# Nogaret
Nogaret település Franciaországban, Haute-Garonne megyében. Lakosainak száma 98 fő (2022. január 1.). Nogaret Montgey, Puéchoursi, Montégut-Lauragais, Revel és Saint-Julia községekkel határos.

## Népesség
A település népességének változása:
| Lakosok száma | 96   | 69   | 72   | 77   | 76   | 79   | 83   | 90   | 93   | 98   |
|               | 1968 | 1982 | 1990 | 2006 | 2013 | 2015 | 2017 | 2019 | 2020 | 2022 |